# Truncatellina arcyensis
Truncatellina arcyensis é uma espécie de gastrópode  da família Vertiginidae.
É endémica da França.